# リンドン・ダイクス
リンドン・ダイクス（Lyndon Dykes 、1995年10月7日 - ）は、オーストラリア・ゴールドコースト出身のプロサッカー選手。サッカースコットランド代表。バーミンガム・シティFC所属。ポジションはFW。

## クラブ経歴
ゴールドコーストに本拠地を置くアマチュアクラブでプレーを重ねた。2014年にはスコットランドのクイーン・オブ・ザ・サウスFCに入団し、2015年1月に帰国するまでU-20チームでプレーした。
2016年6月7日、クイーン・オブ・ザ・サウスFCに再加入。
2019年1月30日、リヴィングストンFCと2年契約を結んだ。2018-19シーズン終了まではレンタルの形でクイーン・オブ・ザ・サウスFCに残留した。
2020年8月19日、移籍金200万ポンドでクイーンズ・パーク・レンジャーズFCに移籍。
2024年8月28日、バーミンガム・シティFCに3年契約で移籍した。

## 代表歴
本人はオーストラリアで生まれ育ったが、両親がともにスコットランド出身だったため、スコットランド代表でのプレーを選択した。
2020年8月、スコットランド代表初招集。9月4日、UEFAネーションズリーグのイスラエル代表戦でスコットランド代表デビュー。続くチェコ代表戦で初ゴールを決めた。
2021年5月、UEFA EURO 2020に参加するスコットランド代表メンバー26人の一人に選出された。同大会では全3試合に出場したが、チームはグループステージ敗退に終わった。

### 代表戦での得点
| # | 開催日         | 会場                                   | 対戦国       | 得点 | 結果 | 大会                          |
| - | -------------- | -------------------------------------- | ------------ | ---- | ---- | ----------------------------- |
| 1 | 2020年9月7日   | アンドレフ・スタディオン               | チェコ       | 1–1  | 2–1  | UEFAネーションズリーグ2020-21 |
| 2 | 2020年10月11日 | ハムデン・パーク                       | スロバキア   | 1–0  | 1–0  | UEFAネーションズリーグ2020-21 |
| 3 | 2021年9月4日   | ハムデン・パーク                       | モルドバ     | 1–0  | 1–0  | 2022 FIFAワールドカップ予選   |
| 4 | 2021年9月4日   | エルンスト・ハッペル・シュターディオン | オーストリア | 1–0  | 1–0  | 2022 FIFAワールドカップ予選   |
| 5 | 2021年9月7日   | ハムデン・パーク                       | イスラエル   | 2–2  | 3–2  | 2022 FIFAワールドカップ予選   |
| 6 | 2021年10月12日 | トースヴェリュール                     | フェロー諸島 | 1–0  | 1–0  | 2022 FIFAワールドカップ予選   |
| 7 | 2022年9月21日  | ハムデン・パーク                       | ウクライナ   | 2–0  | 3–0  | UEFAネーションズリーグ2022-23 |
| 8 | 2022年9月21日  | ハムデン・パーク                       | ウクライナ   | 3–0  | 3–0  | UEFAネーションズリーグ2022-23 |
| 9 | 2023年6月17日  | ウレヴォール・スタディオン             | ノルウェー   | 1–1  | 2–1  | UEFA EURO 2024予選            |